# Kłopoty-Bańki
Kłopoty-Bańki – wieś w Polsce położona w województwie podlaskim, w powiecie siemiatyckim, w gminie Siemiatycze.
Zaścianek szlachecki Bańki należący do okolicy zaściankowej Kłopoty położony był w drugiej połowie XVII wieku w ziemi drohickiej województwa podlaskiego. W latach 1975–1998 miejscowość administracyjnie należała do województwa białostockiego.
Wierni kościoła rzymskokatolickiego należą do parafii Najświętszej Maryi Panny Różańcowej w Kłopotach Stanisławach.